# Doubaré
Doubaré est une localité située dans le département de Kaïn de la province du Yatenga dans la région Nord au Burkina Faso, à proximité de la frontière avec le Mali. 

## Géographie
Doubaré est situé à environ 30 km au sud-ouest de Kaïn, le chef-lieu du département, à 60 km au nord-ouest de Ouahigouya et à 1,5 km à l'est de la frontière avec le Mali. Le village est à 4 km de la route nationale 2 reliant Ouahigouya à la frontière malienne.

## Démographie
Lors du recensement de 2006, on y a dénombré 1 186 habitants. 

## Santé et éducation
Le centre de soins le plus proche de Doubaré est le centre de santé et de promotion sociale (CSPS) de Kaïn tandis que le centre hospitalier régional (CHR) se trouve à Ouahigouya.
Le village possède une école primaire publique.